# Anisodes aspera
Anisodes aspera är en fjärilsart som beskrevs av W. Warren 1901. Anisodes aspera ingår i släktet Anisodes och familjen mätare. Inga underarter finns listade i Catalogue of Life.